# پارک ملی دریایی مالیندی
پارک ملی دریایی مالیندی (به لاتین: Malindi Marine National Park) یک پارک ملی در کنیا است که در مالیندی، کنیا واقع شده‌است.